# タスク編成
タスク編成とは、ある作戦目標達成のため、兵力を提供されて、臨時に編成される作戦任務部隊の編成制度である。

## 制度
タスク編成は1943年にタイプ編成とともに、アメリカ海軍で導入された制度であり、タイプ編成によって、航空母艦、戦艦、巡洋艦・駆逐艦、潜水艦、揚陸艦、機雷戦艦艇・補給艦別に編成されたタイプコマンドから兵力を提供される。編成される組織は、タスクフリート（任務艦隊）、タスクフォース（任務部隊）、タスクグループ（任務群）、タスクユニット（任務隊）、タスクエレメント（任務小隊）の五段階編成からなる。
太平洋艦隊所属のタスクフリートには奇数、大西洋艦隊所属のタスクフリートには偶数番号を付し、タスクフォース以下の部隊には、最初にタスクフリートの数字の付く部隊記号が付けられる。

## 導入した国
アメリカ合衆国
- アメリカ海軍[3]。

 日本
- 海上自衛隊[3]。